# مايكل روث (مهندس)
مايكل روث (بالألمانية: Michael Roth)‏ هو مهندس ألماني، ولد في 18 يونيو 1936 في لومنيكا ‏ في سلوفاكيا.